# Digramma
In linguistica, un digramma è una sequenza di due grafemi (o lettere) che all'interno di una lingua identificano graficamente un fonema (o un gruppo di fonemi) indipendente dal valore fonologico singolarmente assunto dalle lettere che lo compongono.
Il digramma non è una realtà grafico-fonologica sempre stabile; innanzitutto il suo valore fonologico può non solo cambiare da lingua a lingua, ma anche non esistere in talune come realtà a sé stante dalle lettere, oppure dipendere da alcune circostanze, talvolta di natura grafica, fonologica, ma anche semantica o etimologica. Può capitare dunque che due lettere rappresentino un digramma in una determinata parola a causa del contesto, ma che in un'altra le stesse lettere siano semplici grafemi autonomi rappresentanti il proprio valore fonologico "tradizionale".

Si pensi al caso della sequenza ci in italiano: in alcune combinazioni con vocale è un digramma che rappresenta il fonema [ʧ], ma se è seguita da consonante sia la lettera c che la i hanno il proprio valore fonologico normale.

## Digrammi in latino
Nel latino classico:
- CH - trascrizione del Χ greco, consonante occlusiva velare aspirata [kʰ], in seguito [x] seguendo l'evoluzione greca; a partire dal latino tardo (e probabilmente già prima nel parlato comune) confluì in [k].
- TH - trascrizione del Θ greco, consonante dentale aspirata [tʰ], in seguito [θ] seguendo l'evoluzione greca[1]; a partire dal latino tardo (e probabilmente già prima nel parlato comune) confluì in [t̪].
- PH -  trascrizione del Φ greco, consonante occlusiva bilabiale sorda aspirata [pʰ]; probabilmente nel periodo classico era già mutata in [ɸ] per poi diventare [f].
- RH[2] - trascrizione del Ρ greco ad inizio di parola (ῥ-) e secondo di geminata in corpo di parola (-ῤῥ-), consonante vibrante desonorizzata [r̥]; col tempo confluì in [r].

Digrammi posteriori:
- SC - trascrive la fricativa postalveolare sorda [ʃ] davanti alle vocali palatali.
- GN - trascrive la nasale palatale [ɲ].
- AE, OE - trascrivono la vocale [e].

## Digrammi italiani
- ch, davanti a -i ed -e corrispondente al fonema [k] (C dura).
- ci davanti ad -a, -o e -u,corrispondente al fonema [t͡ʃ] (C dolce).
- gh, davanti a -i ed -e corrisponde al fonema [g] (G dura).
- gi davanti ad -a, -o e -u,corrispondente al fonema [d͡ʒ] (G dolce).
- gl, -i corrispondente al fonema [ʎ].
- gn, corrispondente al fonema [ɲ]
- sc davanti a -i ed -e,corrispondente al fonema [ʃ]